# Gregorio Carafa
Gregorio Carafa (Castelvetere, 17 marzo 1615 – La Valletta, 21 luglio 1690) fu Gran Maestro dell'Ordine di Malta dal 1680 al 1690.

## Biografia

### Primi anni
Nato in Castelvetere (oggi comune di Caulonia in provincia di Reggio di Calabria) il 17 marzo 1615, Gregorio Carafa dei Principi della Roccella fu iscritto ancora infante nell'Ordine di Malta, al cui servizio dedicò l'intera esistenza.
Nel 1632, ottenuta una "Patente di Capitano di una Compagnia di Cavalleria", egli seguì nella guerra di Catalogna lo zio Francesco Carafa, I Priore della Roccella e Generale delle Galere dell'Ordine Gerosolimitano. Poi alla sua morte, avvenuta in Spagna il 22 agosto di quello stesso anno, egli divenne II Priore della Roccella. Nel 1647, come altri suoi familiari, si schierò a favore della Monarchia durante la rivolta di Masaniello, nel corso della quale fu inviato in Calabria per reprimervi gli ultimi focolai insurrezionali. Ma, implicato nella congiura contro il viceré Oñate insieme al principe di Montesarchio, Andrea d'Avalos, nel 1651 fu incarcerato ed inviato in Spagna.
Prosciolto dalle accuse, nel 1654 fu liberato ed inviato a Malta dove, per le ottime prove fornite di competenza militare, venne nominato Generale della flotta navale maltese ed in tale qualità, nel 1656, unitamente alle forze veneziane, riportò una memorabile vittoria sull'armata navale turca ai Dardanelli. A Malta Gregorio Carafa promosse il potenziamento della marina militare, nonché una poderosa ristrutturazione dei sistemi difensivi isolani.

### Gran Maestro e morte

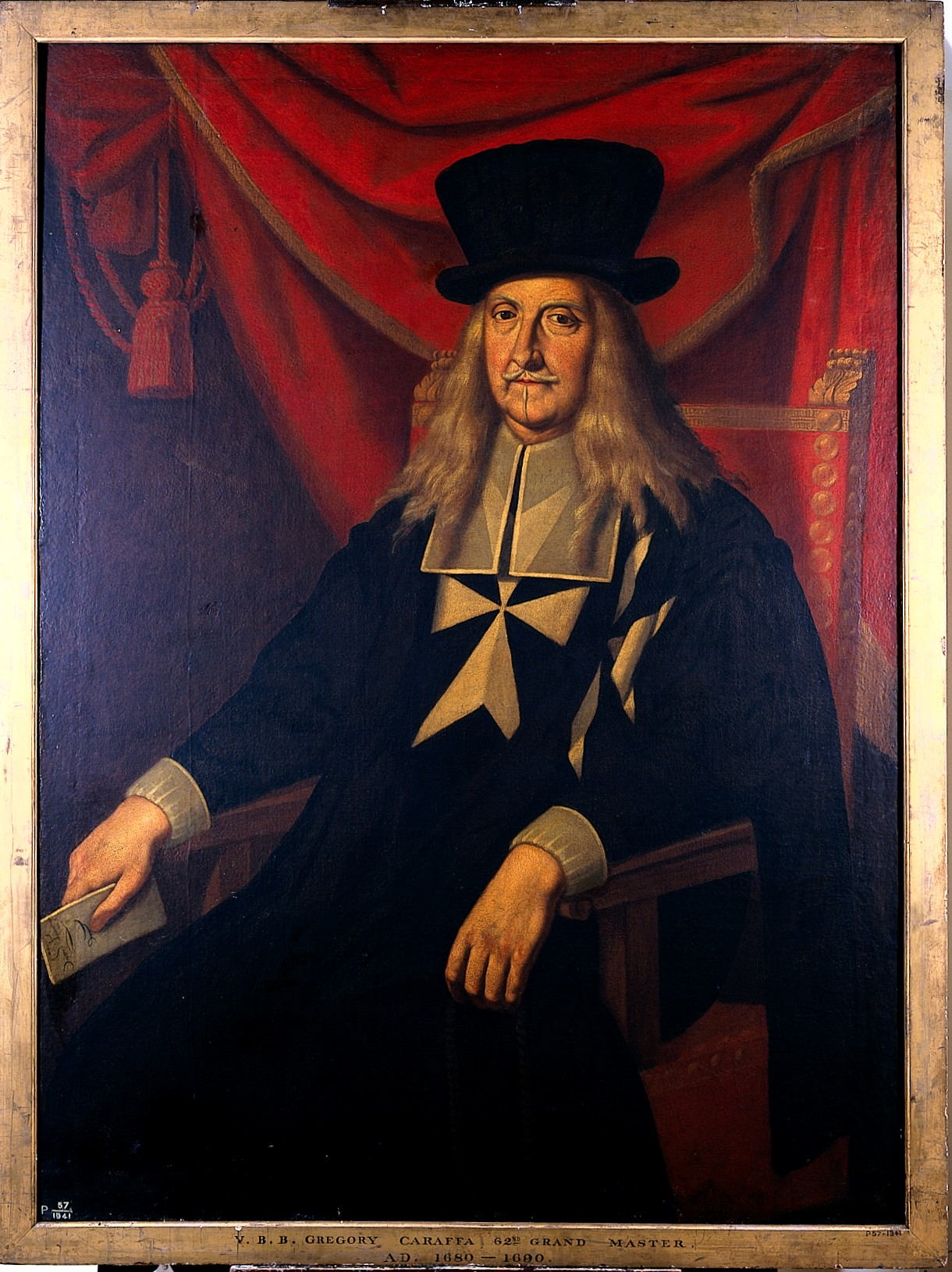
Ritratto di Gregorio Carafa, Wellcome Collection, Londra

Nel 1674, scoppiata la "guerra di Messina" (1674-1678) si recò a Milazzo per sostenere la repressione dell'insurrezione antispagnola di Messina con l'ausilio militare dell'Ordine Gerosolimitano e del nipote Carlo Maria Carafa (1651-1695), IV Principe della Roccella. Per tali suoi indiscussi meriti personali e militari, il 2 maggio 1680 Carafa fu eletto 61º Gran Maestro dell'Ordine di Malta.
Allarmato dalla possibilità di un'imponente offensiva militare approntata dal Sultano Solimano II, sollecitò il completamento dei lavori di fortificazione, già in atto lungo le coste dell'isola, affidando la direzione dei lavori a Carlos de Grunenbergh, famoso ingegnere militare dell'epoca, che si era adoperato per riorganizzare le fortificazioni del viceregno meridionale. L'architetto ebbe l'incarico di proseguire la costruzione delle fortificazioni con tre baluardi reali posti all'imboccatura dei porti, facendo fare un recinto al Forte Sant'Elmo.
Notevoli furono anche le opere che il Carafa promosse a La Valletta, capitale dell'isola, dove creò istituti assistenziali e concorse, a proprie spese, alla ricostruzione della chiesa dell'Ospedale di Santo Spirito. Poi si adoperò per gettare le basi di un progetto di coalizione navale degli stati cristiani per dare un colpo definitivo alla potenza ottomana, costituendo una "Lega" insieme al pontefice, all'imperatore d'Austria, alla Polonia ed a Venezia con cui furono fatte numerose campagne vittoriose contro i Turchi in Morea e in Ungheria. Ma un ulteriore progetto per creare una stabile armata cristiana non poté essere portato a termine poiché Gregorio Carafa morì il 21 luglio 1690 a La Valletta.

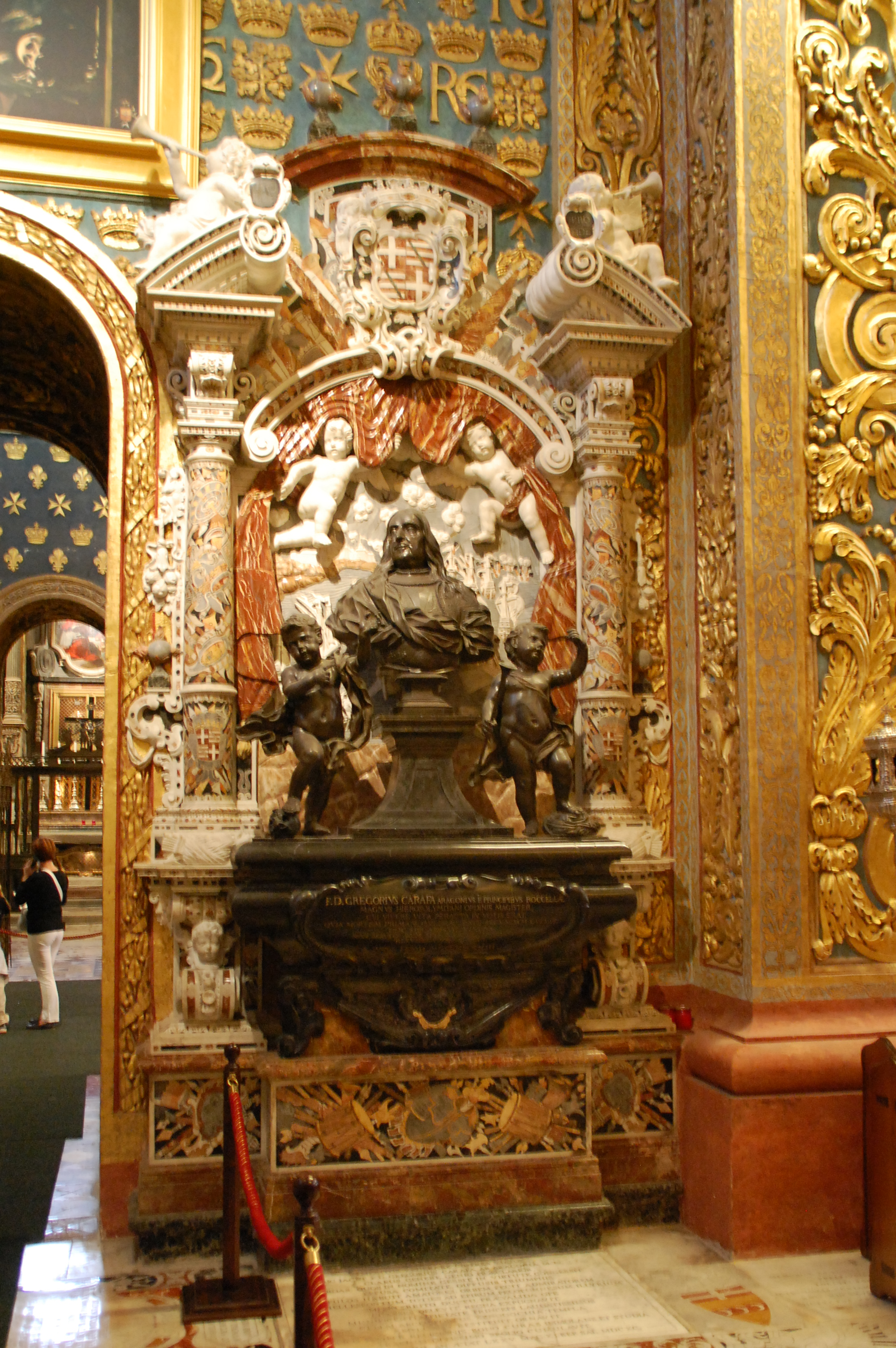
Tomba di Gregorio Carafa, Concattedrale di San Giovanni, La Valletta

Il Gran Maestro fu tumulato nella Chiesa conventuale dell'Ordine, oggi detta concattedrale di San Giovanni, nella quale, all'interno della Cappella della langue d'Italia, sul suo sontuoso mausoleo in marmi policromi sovrastato dal suo busto bronzeo fattosi erigere in vita, si legge il seguente epitaffio:
FRATER DOMINVS GREGORIVS CARAFA / E PRINCIPIBVS ROCCELLAE / MAGNVS HIEROSOLYMITANI ORDINIS MAGISTER, / CVI VIVERE VITA PERACTA IN VOTIS ERAT / QVIA MORTEM PRIMAM, / QVI PRAEVENIT, / SECVNDAM EVITAT, / HOC SIBI ADHVC VIVENS / NON MAVSOLAEVM, SED TVMVLVM POSVIT RESVRRECTVRO SATIS, / ANNO DOMINI 1688, MAGISTERII VERO viij.